# Месечев цвет (бајка)
Месечев цвет је бајка Гроздане Олујић која говори о дечаку Ведрану и проблемима са којима се он и његова породица суочавају. Ова ауторска бајка је посебна због своје применљивости у нижим разредима основне школе. Она говори о односу са природом, као примарном темом, али има у себи нестварног, бајковитог и фантастичног, што су основни елементи књижевности за децу.

## Фабула бајке
Дечак Ведран са својом породицом живи у високој згради. Има своју кутију кроз коју посматра цео свет тако да му боравак ван своје собе уопште није неопходан. Због чудног здравственог проблема који има глава му је већа од остатка тела. Родитељи пате и желе да му помогну на било који начин, али су им руке везане. Решење је у самом дечаку. Удаљавање од природе као последицу има болест од које Ведран болује. 
Решен да помогне себи, дечак одлази далеко од куће да пронађе Месечев цвет који је једини лек. У почетку се не сналази добро у природи и одмах жели да се врати назад. Старац Милија, који га је по цвет послао, не дозвољава му да одустане од тога. Прву непријатност дечак доживи када се огребе о kupinu, а онда је сабија, гази и кида иако га купина преклиње да то не чини. Идући даље, наилази на мраве којима не верује да су мрави (јер у његовој чаробној кутији нису тако изгледали и нису га гризли). Пошто је дошао до закључка да малени мрави никоме нису потребни одлучио је да згази мравињак и крене даље до Сребрне Горе. Био је уморан и жедан и баш је тада наилазио на један извор. Чуо је различите звукове, шум и уздахе, али није могао ни да претпостави да је природа жива. Мислио је да халуцинира јер је видео само један жбун који хода, има очи и пита га куда је кренуо. Када је дечак рекао жбуну старцу куда иде, овај му је одао тајну Месечевог цвета. Само су благи и кротки људи могли да стигну до цвета. Дечак је морао све своје грехе да испашта код Господара Биља. Једини проблем који се јавио био је тај што дечак још увек није знао о којим се гресима ради, није знао шта је лоше учинио да би га природа тако кажњавала. Пио је јутарњу росу и хранио се шумским плодовима. Чинио је све што би му рекли.
После три године проведене у шуми дечак је могао да разуме говор биља и да достигне управо оно што је суштина - да буде једно са природом. Када је дошло време да крене на Сребрну Гору по Месечев Цвет било му је жао своје шумице са којом се толико зближио. Купина му је рекла да рачуна на њену помоћ у сваком тренутку. Пошто је кренуо, чуо је да мравима треба помоћ. Спасао их је не мислећи ниједног тренутка на себе и то како је и сам у опасности. Од тога дана могао је да рачуна и на помоћ мрава.
Идући даље, Ведрану је вода дошла прво до рамена, а онда и до браде. Једини начин да се вода спустио био је да дечак покупи сво трње из реке, што је било немогуће. Уз помоћ мрава, дечак је успео да се извуче из ове ситуације. Мајка Вода га је помиловала и охрабрила га да настави свој пут, укључујући и то да на њену помоћ увек може рачунати. Невидљива крила су га у том тренутку понела до Сребрне Горе јер је Месечев цвет растао муњевитом брзином до неба. Дечак је био одушевљен цветом, дивио му се толико да није имао срца да га убере. Тренутак када Ведран схвата да је цвет живо биће доноси му оздрављење и избављење из читаве ситуације у којој се нашао. Пошто је доживео духовни преображај, Ведранов одраз у води говорио је да се то догодило и на физичком плану. Поносан што је успео да разуме ствари које никада до тада није и што је успео да постане део њих, дечак се враћа кући.

## Поука бајке
Суштина бајке је да у XXI веку људи највише нашкоде сами себи тако што се свакодневно удаљавају од природе. Удаљавањем од природе као последицу људи добијају различите болести, породице поремећених структура, разорено и дезинтегрисано друштво. Постмодерно друштво нахрањено је немогућношћу да свако ради на својим недостацима и претераној слободи. Гроздана је писала испред свог времена, опомињући и указујући на реалне друштвене проблеме, на проблеме деце у урбаној средини. Комфоран живот није за Гроздану значио здрав живот. Она је, као и Десанка Максимовић, била нераскидиво везана за флору и фауну, указујући стално на њен значај по целокупан психофизички развој. Примарна поука ове бајке је да удаљавањем од природе људи не добијају ништа добро, а секундарна да се сваки појединац мора борити за себе, да ће само сопственим ангажовањем може доћи до жељених резултата. 